# Cryptocephalus schaefferi
Cryptocephalus schaefferi is een keversoort uit de familie bladkevers (Chrysomelidae). De wetenschappelijke naam van de soort werd in 1789 gepubliceerd door Franz Paula von Schrank.